# 法國電視六台
法國電視六台（M6）是法國的一家電視台，于1987年3月1日开播，由法國的都會電視台公司和德國貝塔斯曼公司旗下的RTL共同經營的電視台。
法國電視六台較少播出新聞節目，主要播出電視劇和音樂節目等年輕觀眾較喜愛的節目，在青年中有較高人氣。法國電視六台還播出有音樂專門頻道W9（其商標和M6相反）等以音樂為中心的專門頻道。

## 外部連結
- 法國電視六台官网 （页面存档备份，存于）